# Jüdischer Friedhof (Bielsk Podlaski)

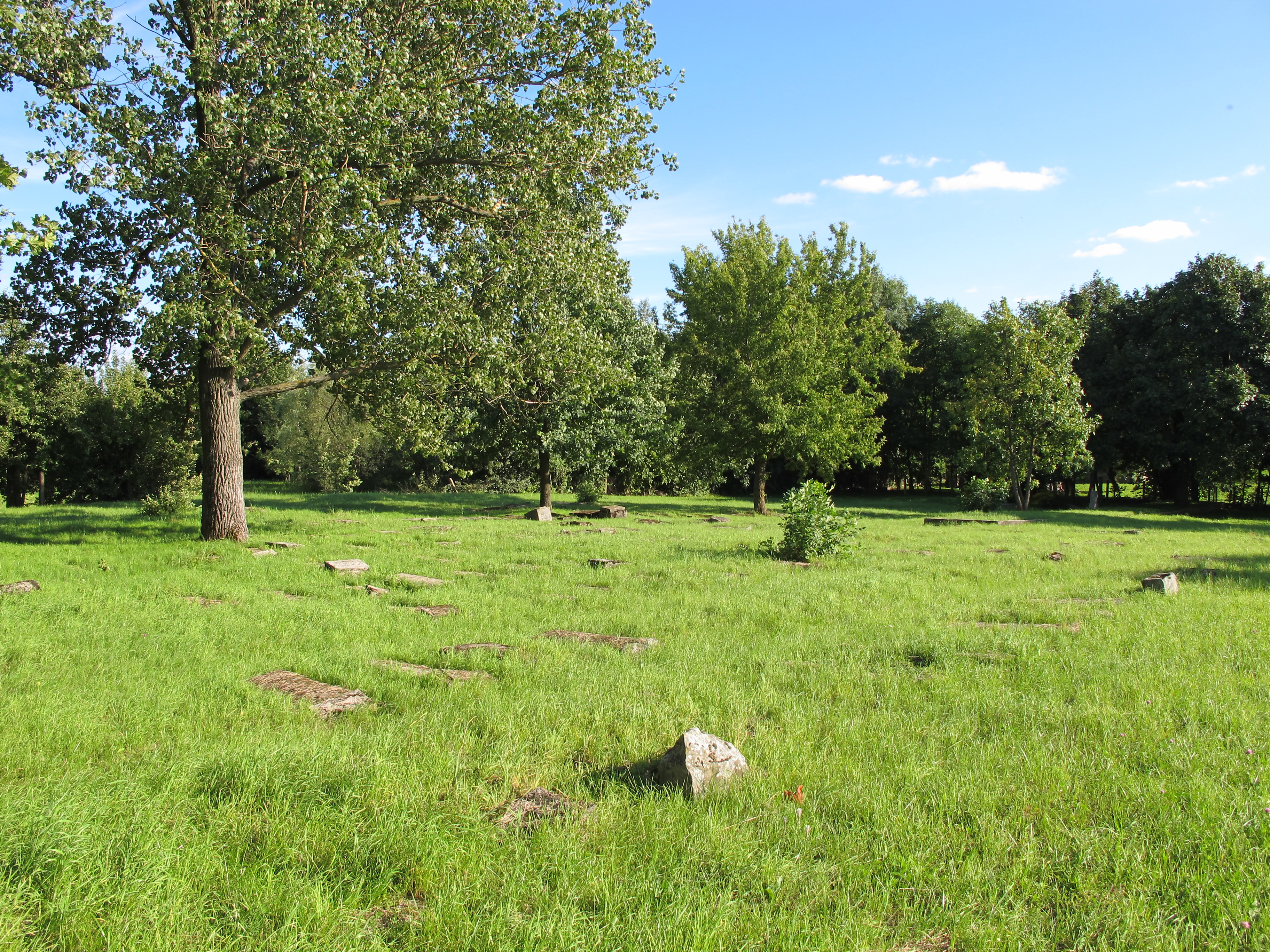
Jüdischer Friedhof in Bielsk Podlaski

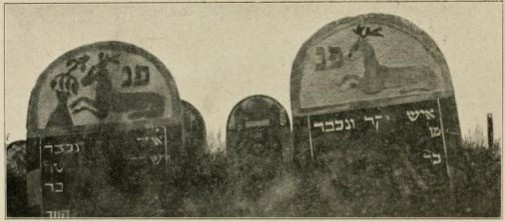
Grabsteine auf dem Jüdischen Friedhof in Bielsk Podlaski, Foto aus dem Buch von Arthur Levy: Jüdische Grabmalkunst in Osteuropa. (Berlin 1923, S. 26)

Der jüdische Friedhof im Westen der Stadt Bielsk Podlaski in der Wojewodschaft Podlachien im Nordosten Polens wurde 1807 angelegt. Die letzte Beerdigung fand hier 1941 statt. Während des Zweiten Weltkriegs zerstörten die deutschen Besatzer den Friedhof, nahezu alle Grabsteine wurden entfernt.